# Elaenia gigas
Elaenia gigas е вид птица от семейство Tyrannidae.

## Разпространение
Видът е разпространен в Боливия, Еквадор, Колумбия и Перу.